# Иосиф Курцевич
Арихиепископ Иосиф (Иезекииль, в миру Иван Дмитриевич Курцевич-Булыга; 1580-е — 15 июня 1642) — архиепископ Суздальский и Тарусский (1626—1634), епископ Владимирский и Брестский (1621—1625).

## Биография
Принадлежал к литовско-русскому княжескому роду Курцевичей. Получил прекрасное образование. Окончил Падуанский университет (Венецианская республика).
Принял монашество, впоследствии стал архимандритом Запорожского Трахтемировского монастыря в Полтавской епархии.
В ноябре 1620 Курцевич вместе с гетманом Петром Сагайдачным принимал участие в работе польского сейма, на котором поднимался вопрос о признании новой православной иерархии Киевской митрополии.
7 января 1621 года во время посещения монастыря Иерусалимским патриархом Феофаном был хиротонисан во епископа Владимирского и Брестского. Хотя 15 марта 1621 года король Сигизмунд III Ваза предписал не допускать епископа Иосифа в епархию, епископ прибыл на Волынь и выступил в защиту Православия.
В начале 1623 года получил в управление Дерманский монастырь на Волыни. По свидетельству монахов, пытался их склонить к унии, а непреклонных преследовал и грабил.
Спасаясь от преследования властей и униатов, он был вынужден летом 1625 года уехать в Россию. В июле 1625 года прибыл в Москву. В августе 1626 (по некоторым данным, август 1625) года определён архиепископом Суздальским и Тарусским.
Почти непосредственно вслед за назначением Иосифа в Суздаль местные жители начинают подавать Государю на него челобитные, жалуясь, что он с большою жестокостью относится к своим подчиненным и обнаруживает большое корыстолюбие. Действительно, по образу своей жизни Иосиф напоминал епископов польско-литовского государства времен религиозной унии.
Царской грамотой от 21 марта 1634 года отлучён от кафедры и сослан в Сийский монастырь «под крепкое начало». Причиной ссылки были его бесчинства по отношению к пастве и многочисленные жалобы о том, что живет Иосиф не по святительскому чину, делает непристойные дела.
По поручению митрополита Киевского Иова (Борецкого) ездил для оправдания к королю Сигизмунду III, но безуспешно.
14 сентября того же года была получена грамота патриарха Московского Иоасафа о соборном рассмотрении дела Иосифа. Выяснилось, что Иосиф не только сам был некрещён, но и другим воспрещал креститься по православному чину, подтвердились обвинения его и в совершении многих других неблаговидных поступков.
С Иосифа снят был святительский сан, и сам он был отвезён в Соловецкий монастырь. В 1640 году перемещен в Казанский Зилантов монастырь, где и скончался 15 июня 1642 года. По другим известиям, упоминается 3 января 1658 года.